# Abreazione
L'abreazione è un concetto fondamentalmente connesso al modello psicoanalitico.
Si può definire come una scarica emozionale avente una funzione catartica, prodotta tramite alcune tecniche che consentono di rivivere e di riesaminare una situazione patogena, e che permettono al soggetto di incanalare e portare alla coscienza i desideri, i pensieri, le esperienze inconsce che erano state rimosse in precedenza perché il loro contenuto non poteva essere accettato apertamente dal soggetto che le riteneva, in qualche modo, inopportune.

## Storia
Il metodo che Joseph Breuer utilizza per curare i suoi pazienti, tra i quali la più celebre fu Anna O. (Bertha Pappenheim), prevede l'uso dell'ipnosi. 
Anna soffriva di numerosi sintomi, quali paralisi e disturbi della visione e della parola.
Nello stato ipnoide il soggetto rivive la situazione patogena ben oltre il semplice stato del ricordo, poiché è in grado di rivivere anche la genesi della malattia e del suo malessere, e quindi libera l'emozione (affetto) legata al ricordo e la cui rimozione aveva prodotto il sintomo, per lo più nevrotico. Freud definì tale fenomeno abreazione.
Le discussioni intercorse tra Breuer e Freud a proposito di questo caso sono documentate nel libro "Studi sull'isteria" (1895), scritto e firmato a quattro mani, e che costituisce la base per la nascita della psicoanalisi freudiana.
In seguito Breuer abbandonò la ricerca e Freud rinunciò al metodo ipnotico, ritenendolo talvolta inefficace e non esente da limiti, in favore di quello legato alla associazione libera, su cui fondò la psicoanalisi.

## Effetto terapeutico
L'obiettivo terapeutico cui tende l'abreazione è la scomparsa sia dell'emozione correlata all'evento traumatico e a suo tempo repressa, sia del sintomo causato dalla rimozione.
Questo fatto accade quando il soggetto accetta favorevolmente i contenuti precedentemente rimossi e quindi rifiutati, agevolando la scomparsa dei sintomi associati alla rimozione del materiale considerato inaccettabile.